# マインドピース
MiNDPiECE（マインドピース）は、日本のKANTETSU WORKS（カンテツワークス）が開発、販売する発想支援ソフトウェア。ピースと呼ばれるアイデア要素を自由な位置に配置し、それらをドラッグ・アンド・ドロップで連結し、アイデアを図式化するためのソフト。Windows用とmacOS用がある。

## 概要
アイデア要素を列挙した後、グルーピングして統合、整理していくKJ法的な発想手順と、中心テーマから徐々に周辺へ発想を広げるマインドマップのどちらも実現できる。美しいグラフィック要素や、ツールパレットを持たないミニマルなユーザインタフェースが特徴。

## 歴史
- 2007年1月1日 - v1.0 Release1 Beta を公開
- 2007年2月26日 - v1.0 Release2 を公開
- 2007年12月28日 - v1.0 Release3 Beta を公開
- 2008年5月31日 - v1.0 Release3 build428 を公開